# Be Magazine
Pour les articles homonymes, voir Be.
Be est un magazine de mode et d'art de vivre féminin mensuel français. La directrice de la publication est Anne Bianchi.
L'éditeur actuel est PGP les Publications du Grand Public 16 rue du Dôme à Boulogne Billancourt, une filiale de Reworld Media.
Le magazine est lancé en mars 2010 avec des publicités signées Terry Richardson et un spot télévisé avec Paris Hilton. Be existe en deux formats : pad (taille d'un iPad) et poche.
En septembre 2010, les magazine Be de Lagardère Active et Envy du groupe Marie Claire (parue pour la première fois la même année) fusionnent. Seul le titre Be subsiste.
En octobre 2012, Be devient mensuel, et propose deux versions de son magazine en petit et grand format. À cette occasion une nouvelle formule est bâtie, plus axée sur la mode[réf. nécessaire].
En octobre 2013, Denis Olivennes, PDG de Lagardère Active alors propriétaire du titre, annonce que le groupe cherche à se séparer de certains de ses magazines afin de se concentrer sur les marques les plus rentables (Elle, Paris Match, Télé 7 Jours, etc.). Dix autres titres, dont Be, seraient vendus ou arrêtés s'ils ne trouvaient pas d'acquéreur.
Le 2 avril 2014, un repreneur est annoncé : il s'agit du consortium 4B Media (Groupe Rossel et Reworld Media), le titre revenant à Reworld,,.